# High Peak, Antarktis
High Peak är en bergstopp i Antarktis. Den ligger i Östantarktis. Nya Zeeland gör anspråk på området. Toppen på High Peak är 60 meter över havet.
Terrängen runt High Peak är kuperad åt sydväst, men åt nordost är den bergig.  Trakten är obefolkad. Det finns inga samhällen i närheten. 